# Programador (hardware)

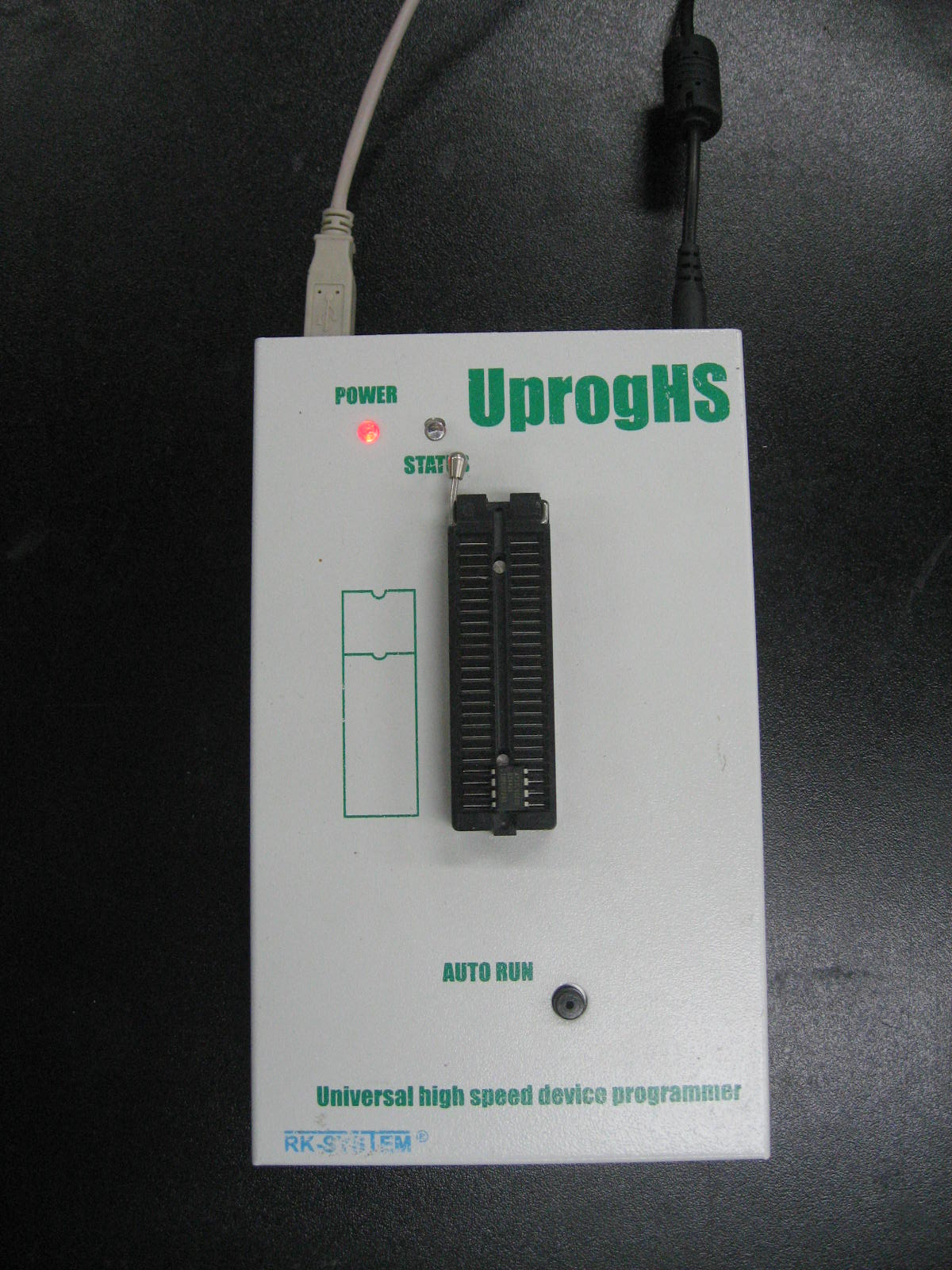
Programador UprogHS 48.

Un Programador és un dispositiu electrònic que permet escriure el contingut de circuits programables no volàtils tals com EPROM, EEPROM, Flaix, Pals, GALs, FPGA o d'altres. (ATMEL, PIC, etc..)

## Funció
Per a programar un dispositiu, cal inserir-lo en un sòcol del programador (normalment un ZIF), que normalment es connecta a un ordinador mitjançant un adaptador. Les dades es transfereixen de diferent forma segons la interfície, ja sigui serie (JTAG, SPI), USB o paral·lela. Al seu torn, el programador pot generar els voltatges necessaris per a la programació.
Els programadors solen estar connectats a un ordinador on s'executa un programari de programació, encara que n'hi ha d'autònoms. Un cop s'ha triat el model de xip, ell mateix configura la interfície, comença la programació i transfereix les dades (usualment continguts d'un arxiu Intel HEX o SREC).